# بیونا پارک (کالیفرنیا)
بیونا پارک (به انگلیسی: Buena Park) شهری در شهرستان اورنج، کالیفرنیا ایالت کالیفرنیا است که در سرشماری سال ۲۰۱۰ میلادی، ۸۰۵۳۰ نفر جمعیت داشته است. 